# Alibag
Alibag (Marathi अलिबाग Alibāg; auch Alibagh oder Alibaug) ist mit ca. 20.000 Einwohnern eine kleine Küsten- und Hafenstadt im Bundesstaat Maharashtra im Distrikt Raigad in Indien, 30 km südlich von Mumbai an der Küste des Arabischen Meers gelegen, mit z. T. schönen, weiten Sandstränden, aber auch felsigen Stränden, die sich ca. 30 km über Chaul, nach Murud und Janjira erstrecken.
Alibag ist Sitz der Distriktverwaltung.

## Geschichte
Alibag wurde im 17. Jahrhundert von Shivaji als Fort angelegt, um dem wachsenden Einfluss der Siddis von Janjira, den expandierenden Portugiesen und Briten zu begegnen.

## Erreichbarkeit
Alibag ist von Mumbai mit Fähren zu erreichen, die vom Gateway of India ablegen. Über Land führt der Weg über Pen, ein Landstädtchen am National Highway 4, der Mumbai und Goa verbindet. Von Pune aus erreicht man Alibag und die Strände über den Expressway, den man bei Khopoli in westliche Richtung verlässt.

## Wirtschaft
(Meist lokaler) Tourismus, Fischerei und Landwirtschaft. Es wird  Reis, Kokosnüsse, Gemüse und Mangos angebaut. In den letzten Jahren gab es einige Industrieansiedlungen.